# Forças Armadas Revolucionárias do Povo
Le Forze Armate Rivoluzionarie del Popolo (in portoghese: Forças Armadas Revolucionárias do Povo) sono le forze armate della Guinea-Bissau. Consistono di un esercito, di una marina, di un'aeronautica militare e di forze paramilitari. Un censimento del programma di sviluppo delle Nazioni Unite stimava un organico intorno alle 4000 unità impegnate nelle forze armate. Un precedente rapporto della CIA le stimava in 9250 unità. Il world fact book stimava altrettanto una spesa di 9.46 milioni di dollari, e una spesa militare con una percentuale di GDP pari al 3.1%.

## Disordini militari nella Guinea-Bissau del 2010
Il Maggior generale Batista Tagme Na Waie fu capo di stato maggiore delle forze armate della Guinea-Bissau fino al suo assassinio nel 2009.
Dei disordini militari esplosero nella Guinea-Bissau il 1º aprile 2010. Il primo ministro Carlos Gomes Júnior venne messo agli arresti domiciliari dai militari, che inoltre avevano sotto la loro detenzione il capo di stato maggiore Zamora Induta. I sostenitori di Gomes e del suo partito, il PAIGC reagirono con una mobilitazione di protesta nella capitale Bissau; Antonio Indjai vice-capo di stato maggiore lancio l'avvertimento che se le proteste fossero continuate Gomes sarebbe stato ucciso.
L'Unione europea mise fine alla sua missione di riforma delle forze di sicurezza della Guinea-Bissau, l'EU SSR Guinea-Bissau il 4 agosto 2010. Questo fatto generò il rischio di incoraggiamento di creare potenti generali e trafficanti di droga nell'esercito e in altri settori. Il portavoce della UE in Guinea-Bissau affermo che l'Unione aveva dovuto sospendere il suo programma quando la mente dietro l'ammutinamento il generale Antonio Indjai era divenuto capo di stato maggiore dell'esercito. "La missione della UE pensava questa era una breccia nell'ordine costituzionale. Non potevamo continuare a lavorare con lui".

## Traffico di droga internazionale
La moltitudine di isole al largo e un apparato militare in grado di eludere il governo nella più totale impunità aveva favorito un punto di trasbordo per le droghe verso l'Europa. Degli aerei rilasciavano i loro pagamenti sopra o vicino tali isole e delle imbarcazioni veloci imbarcavano le spedizioni di droga per portarle in Europa o sulla terraferma. Il capo delle Nazioni Unite Ban Ki-moon aveva incoraggiato delle sanzioni contro chi era coinvolto nel traffico di droga nella Guinea-Bissau.
Il comandante dell'aeronautica militare Papa Camara e l'ex capo della marina Bubo Na Tchuto erano stati indicati come dei "boss della droga".

## Assistenza angolana
L'Angola alla presidenza della Comunità dei Paesi di lingua portoghese (CPLP) sin dal 2010, aveva partecipato sin dal 2011 in una missione militare nella Guinea-Bissau (MISSANG) per assistere nelle riforma della difesa e della sicurezza. La MISSANG aveva una forza di 249 uomini angolani (sia soldati che agenti di polizia) in seguito ad un accordo siglati tra i due ministri della difesa dei due paesi, come complemento ad un accordo governativo ratificato dai parlamentari di entrambi i paesi.
La missione di assistenza angolana includeva un programma di cooperazioni tecnica e militare con particolare attenzione alla riforma delle forze armate guineane e di polizia inclusa la riparazione delle baracche e delle stazioni di polizia, l'organizzazione dei servizi amministrativi, tecnici e militari consistenti nell'addestramento locale e nelle istituzioni angolane. La missione venne sospesa dal governo angolano in seguito ad una crisi politico-militare che aveva portato alla rimozione del presidente ad interim della Guinea-Bissau Raimundo Pereira e del primo ministro Gomes Júnior. Il 22 giugno 2012 la nave angolano Rio M'bridge che trasportava l'equipaggiamento della missione fece ritorno a Luanda.

## Aeronautica militare
Dopo aver ottenuto l'indipendenza dal Portogallo l'aeronautica militare della Guinea-Bissau era formata da ufficiali di ritorno da addestramenti in Unione Sovietica e a Cuba. La FAGB era stata ri-equipaggiata dall'Unione Sovietica in un pacchetto limitato di aiuto in cui erano stati introdotti i suoi primi aerei da combattimento.

## Marina militare
Nel settembre 2010 il Retroammiraglio Bubo Na Tchuto tentò un colpo di stato ma venne arrestato dopo aver fallito nell'ottenere supporto. Il "Capo della marina della Guinea-Bissau che era stato arrestato la scorsa settimana e accusato di aver tentato un colpo di stato, è riuscito a fuggire dalla custodia e a fuggire nella vicina Gambia, affermarono le forze armate il martedì".